# Hexalectris grandiflora
Hexalectris grandiflora là một loài thực vật có hoa trong họ Lan. Loài này được (A.Rich. & Galeotti) L.O.Williams mô tả khoa học đầu tiên năm 1944.